# Gary Lundy
Gary Lundy (* Dezember 1981 in Los Angeles, Kalifornien) ist ein US-amerikanischer Schauspieler.

## Karriere
Lundy gab im Jahr 2001 im Fantasyfilm Donnie Darko als Sean Smith sein Schauspieldebüt. Es folgten Rollen als Max in Burning Annie (2003) und die Hauptrolle in Ein Tag blau (2008). In der Filmparodie 301 – Scheiß auf ein Empire von Jeff Kanew ist Lundy in der Rolle des Orlando zu sehen, diese Rolle ist an Orlando Blooms Rolle aus dem Film Troja angelehnt.

## Filmografie (Auswahl)
- 2001: Donnie Darko
- 2003: Burning Annie
- 2008: Climbing Downward (Kurzfilm)
- 2008: Ein Tag blau (Senior Skip Day)
- 2011: 301 – Scheiß auf ein Empire (The Legend of Awesomest Maximus)